# San Giorgio in Velabro-templom
A San Giorgio in Velabro egyszerű, mai formájában 12. századi templom Rómában, a Capitolinus és a Palatinus dombok között, a Piazza della Bocca della Veritá közelében. A Via del Velabrón áll. Maga az utca egy mocsárról, a Velabrumról kapta elnevezését. A legenda szerint itt találta meg a nőstényfarkas Romulust és Remust. 
Az épület eredetileg a 7. századból származik. Többször vált árvíz áldozatává, de mindig újra helyreállították. Ión oszlopcsarnokát bombatalálat érte 1993-ban, de ma már ismét egykori szépségében csodálható meg.
Homlokzata és harangtornya 12. századi, apszisát aranyszínű freskók díszítik 1295-ből, ezek Pietro Cavallini alkotásai. A templomban, az oltár alatt őrzik Szent György ereklyéjét.